# 1920 год в литературе

## Книги

### Романы
- «По эту сторону рая» (англ. This Side of Paradise) — роман Френсиса Скотта Фицджеральда.
- «Приют грёз» (англ. Die Traumbude) — роман Эриха Марии Ремарка.
- «Сердца трёх» (англ. Hearts of Three) — роман Джека Лондона.
- «Мы» — роман Евгения Замятина.
- «Главная улица» — сатирический роман Льюиса Синклера.
- «Женщины у колодца» — роман Кнута Гамсуна.
- «9 января» — роман Бернхарда Келлермана.
- «Мать» — роман Грации Деледды.
- «Суровая жизнь» — роман Альфонса Петцольда.
- «100%. Биография патриота» — роман Эптона Синклера.
- «Томас Вендт» — драматический роман Лиона Фейхтвангера.
- «Странное происшествие в Стайлз» — первый опубликованный роман Агаты Кристи.
- «Век наивности» (англ. The Age of Innocence) — роман Эдит Уортон[1].
- «Песчаный холмик» — роман Шмуэля Йосефа Агнона.
- «Дикая дивизия» — первая публикация исторического романа Николая Брешко-Брешковского.
- «В петле» — второй роман трилогии Джона Голсуорси «Сага о Форсайтах».
- «Зубы тигра» — роман Мориса Леблана[2].
- «Клерамбо» — роман Ромена Роллана.
- «Трефовый валет» — детективный роман Эдгара Уоллеса.
- «Металлический монстр» — фантастический роман Абрахама Грейса Меррита.
- «У Германтов» — третий том эпопеи Марселя Пруста «В поисках утраченного времени» (первая публикация).

### Повести
- Выход отдельным изданием научно-фантастической повести «Вне Земли» К. Э. Циолковского[3].
- «R.U.R.» — научно-фантастическая повесть Карела Чапека.
- «История доктора Дулиттла» — повесть для детей Хью Лофтинга, впервые изданная 21 июля 1920 года, с собственными иллюстрациями самого автора.

### Рассказы
- «Полярис» — рассказ Говарда Лавкрафта (публикация).
- «Рубашки» — рассказ Карела Чапека.
- «В кафе» — рассказ Михаила Булгакова.

### Поэзия
- «За гранью прошлых дней» — стихи Александра Блока.[4]
- «Сорокоуст» — поэма Сергея Есенина.
- «Кобыльи корабли» — опубликована поэма Сергея Есенина, написанная в 1919 году.
- «Царь-Девица» — поэма-сказка Марины Цветаевой.
- «Кора в аду» — поэма Карлоса  Уильямса.
- «Голубое небо» — поэтический сборник Фёдора Сологуба.
- «Плуг» — сборник стихов Павла Тычины.
- «Пляшущий Сократ» — сборник стихов Юлиана Тувима.
- «Вопли раба» — сборник стихов Тина Уевича.
- «Преображения» — сборник стихов Антуна Бранко Шимича.

### Пьесы
- «Оливер Кромвель» — пьеса Анатолия Васильевича Луначарского.
- «Завещание дядюшки Леле» — фарс из крестьянской жизни Мартена дю Гара.
- «Мёртвая хватка» — пьеса Джона Голсуорси.
- «Индиподи» — пьеса Герхарда Гауптмана.
- «Истинные Седемунды» — драма Эрнста  Барлаха.

### Публицистика
- «Россия во мгле» — книга очерков Герберта Уэллса.
- «Буян-Остров. Иманжизм» — сборник статей Анатолия Мариенгофа.
- «Слова бойца» — публицистический сборник Анри Барбюса.

## Родились
- 2 января — Айзек Азимов, американский писатель-фантаст, популяризатор науки, биохимик (умер в 1992).
- 10 января — Имре Чанади, венгерский поэт, лауреат государственной премии (умер в 1991).
- 11 января — Игорь Сергеевич Холин, русский поэт и прозаик (умер в 1999 году).
- 20 февраля — Эуджен Барбу, румынский писатель, журналист, сценарист и политик (умер в 1993).
- 29 февраля — Фёдор Александрович Абрамов, русский советский писатель, литературовед, публицист (умер в 1983).
- 8 марта — Иван Фотиевич Стаднюк, советский писатель, сценарист (умер в 1994 году).
- 10 марта — Борис Виан, французский писатель (умер в 1959 году).
- 1 апреля — Ханс Люнгбю Йепсен, датский журналист и писатель (умер в 2001 году).
- 3 апреля — Юрий Маркович Нагибин, русский писатель, журналист и прозаик, сценарист, автор мемуаров (умер в 1994)[5].
- 5 апреля — Артур Хейли, канадский писатель (умер в 1991)[6].
- 11 апреля — Марлен Хаусхофер, австрийская писательница (умерла в 1970 году)[7].
- 9 мая — Ричард Джордж Адамс, английский писатель-фантаст (умер в 2016)[8].
- 16 мая — Тенти Адышева, народная поэтесса Киргизской ССР (умерла в 1984).
- 27 мая — Габриэль Витткоп, французская писательница, журналист и переводчик (умерла в 2002)
- 1 июня — Давид Самуилович Самойлов, советский поэт и переводчик (умер в 1990).
- 21 июня — Веселин Йосифов, болгарский писатель, журналист, публицист, литературный критик (умер в 1990).
- 22 августа — Рэй Брэдбери, американский писатель-фантаст (умер в 2012).
- 1 сентября — Ламажавын Ванган, монгольский прозаик, драматург, режиссёр, сценарист, литературный критик, переводчик (умер в 1968).
- 12 ноября — Андрей Егорович Макаёнок, белорусский драматург и писатель (умер в 1982)[9].

## Скончались
- 8 февраля — Рихард Демель, немецкий поэт и драматург (родился в 1863 году).
- 30 марта  – Михайло Полит-Десанчич, сербский писатель ( род. 1833 году).
- 21 мая — Элинор Портер, американская детская писательница и романистка (родилась в 1868 году).
- 9 ноября — Альберто Блест Гана, чилийский писатель, дипломат (родился в 1830)[10].